# Nyírmeggyes
Nyírmeggyes is een plaats (nagyközség) en gemeente in het Hongaarse comitaat Szabolcs-Szatmár-Bereg. Nyírmeggyes telt 2712 inwoners (2001).